# Крейсгар
Крейсгар (нід. Kruishaar) — селище в нідерландській провінції Гелдерланд. Входить до муніципалітету Нейкерк. Перша згадка про населений пункт датується 1560 роком.